# Personel
Personel és un telefilm polonès de 1975 escrit i dirigit per Krzysztof Kieślowski i protagonitzada per Juliusz Machulski, Michal Tarkowski i Wlodzimierz Borunski. La pel·lícula va guanyar el Gran Premi durant el Festival Internacional de Cinema de Mannheim-Heidelberg l'octubre de 1975 i nombrosos premis a festivals nacionals, inclòs el Grand Prix IV Koszalin Film Encounters "The Young and Film" el 1976. La pel·lícula també va guanyar el Gran Premi en l'àmbit de la televisió pel·lícules al Tercer Festival de Cinema Polonès a Gdańsk el 1976, on Kieślowski també va ser guardonat amb el premi dels periodistes. Personel és el primer llargmetratge de Krzysztof Kieślowski.

## Argument
Romek Januchta (Juliusz Machulski) és un jove sensible i honest que té una fascinació per la màgia de l'art. Troba feina de sastre a l'òpera. Enfrontades a la realitat del darrere de les escenes de les produccions escèniques —les baralles, les gelosies petites, la vindicació i la corrupció—, les il·lusions de Romek aviat es trenquen. Un company de sastre ha estat acomiadat per la malícia d'un dels intèrprets, i Romek s'enfronta a l'opció de denunciar el seu amic.

## Repartiment
- Juliusz Machulski com a Romek Januchta
- Michal Tarkowski com a Sowa
- Wlodzimierz Borunski
- Edward Ciosek
- Waldemar Karst
- Wilhelm Klonowski
- Mieczyslaw Kobek
- Helena Kowalczykowa com a tia de Romek
- Tomasz Lengren
- Irena Lorentowicz
- Ludwik Mika
- Henryk Sawicki
- Andrzej Siedlecki
- Krzysztof Sitarski
- Janusz Skalsk

## Premis i nominacions
- Festival Internacional de Cinema de Mannheim-Heidelberg de1975 Gran Premi (Krzysztof Kieślowski) Guanyador[5]
- Festival de cinema polonès de 1976 Premi de la Crítica per al cinema de televisió (Krzysztof Kieślowski) Guanyador[6]
- Premi Lleó de Plata del Festival de Cinema Polonès de 1976 (Krzysztof Kieślowski) Guanyador